# Sawan Barwal
Sawan Barwal (Hindi सावन बरवाल; * 18. Februar 1998) ist ein indischer Leichtathlet, der sich auf den Langstreckenlauf spezialisiert hat. Aktuell ist er Inhaber des Landesrekordes im Halbmarathon.

## Sportliche Laufbahn
Erste internationale Erfahrungen sammelte Sawan Barwal bei den Halbmarathon-Asienmeisterschaften 2023 in Dubai, bei denen er nach 1:04:30 h die Bronzemedaille hinter dem Japaner Daisuke Doi und Yang Kegu aus der Volksrepublik China gewann. Im Jahr darauf stellte er in Neu-Delhi mit 1:02:46 h einen neuen Landesrekord im Halbmarathon auf und 2025 belegte er bei den Asienmeisterschaften in Gumi in 28:50,53 min den vierten Platz im 10.000-Meter-Lauf.

## Persönliche Bestzeiten
- 5000 Meter: 13:39,26 min, 25. Mai 2024 in Brüssel
- 10.000 Meter: 28:49,93 min, 8. Februar 2025 in Dehradun
- Halbmarathon: 1:02:46 h, 20. Oktober 2024 in Neu-Delhi (indischer Rekord)